# Jolly Chimp
O Jolly Chimp (também chamado de Musical Jolly Chimp) é um brinquedo mecânico que representa um macaco segurando um cimbalo em cada mão.
Quando ativado, ele bate os pratos repetidamente e, em alguns casos, balança a cabeça, emite sons, grita, exibe um sorriso e realiza outros movimentos. Existem versões tradicionais de corda, assim como modelos mais modernos movidos a bateria. O macaco de pratos é um exemplo de singerie(en) e kitsch.

## História

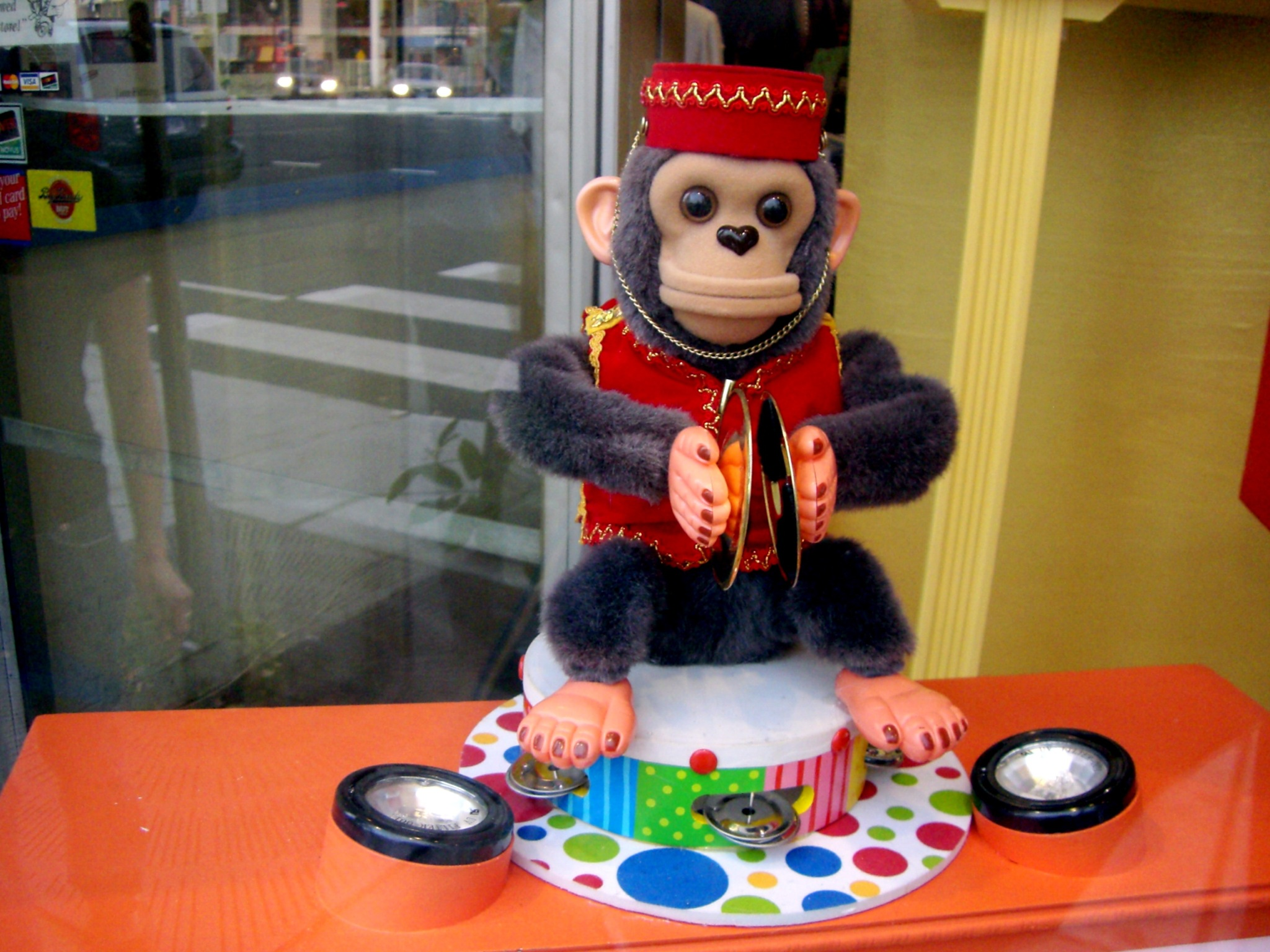
A versão de brinquedo da empresa Charm, distribuída nos anos 90.

O primeiro brinquedo documentado de um macaco batendo pratos é o Hoppo the Waltzing Monkey, lançado pela Louis Marx & Co. em 1932.
A ideia de um macaco tocando pratos remonta aos tempos dos tocadores de realejo(en), que usavam macacos-prego como parte de suas apresentações. Por volta de 1954, a empresa japonesa Alps produziu um brinquedo com o mesmo conceito chamado Musical Chimp. Ao longo da década seguinte, diversas empresas, como Russ e Yano Man Toys, lançaram variações desse brinquedo.
Em 1972, começaram a surgir anúncios de um brinquedo chamado Jumbo Jolly Chimp ou Musical Jolly Chimp. No Japão, ele foi originalmente lançado como "わんぱくスージー" (Susie Travessa) e fabricado pela Kuramochi Company, em parceria com a Daishin nos Estados Unidos e a Bandai no Japão. O Musical Jolly Chimp era movido a bateria e, quando atingido na cabeça, arregalava os olhos e emitia um som estridente. Seu peito era frequentemente feito de lata reciclada de embalagens de alimentos.
Esse design específico apareceu em diversas produções de entretenimento, como Contatos Imediatos do Terceiro Grau, Toy Story 3, O Grinch e O Macaco. Com o tempo, o brinquedo passou por diferentes fabricantes e mudanças visuais, sendo sua versão mais recente o Curious Cymbal-kun, da Yamani.